# Monika
För andra betydelser, se Monika (olika betydelser).

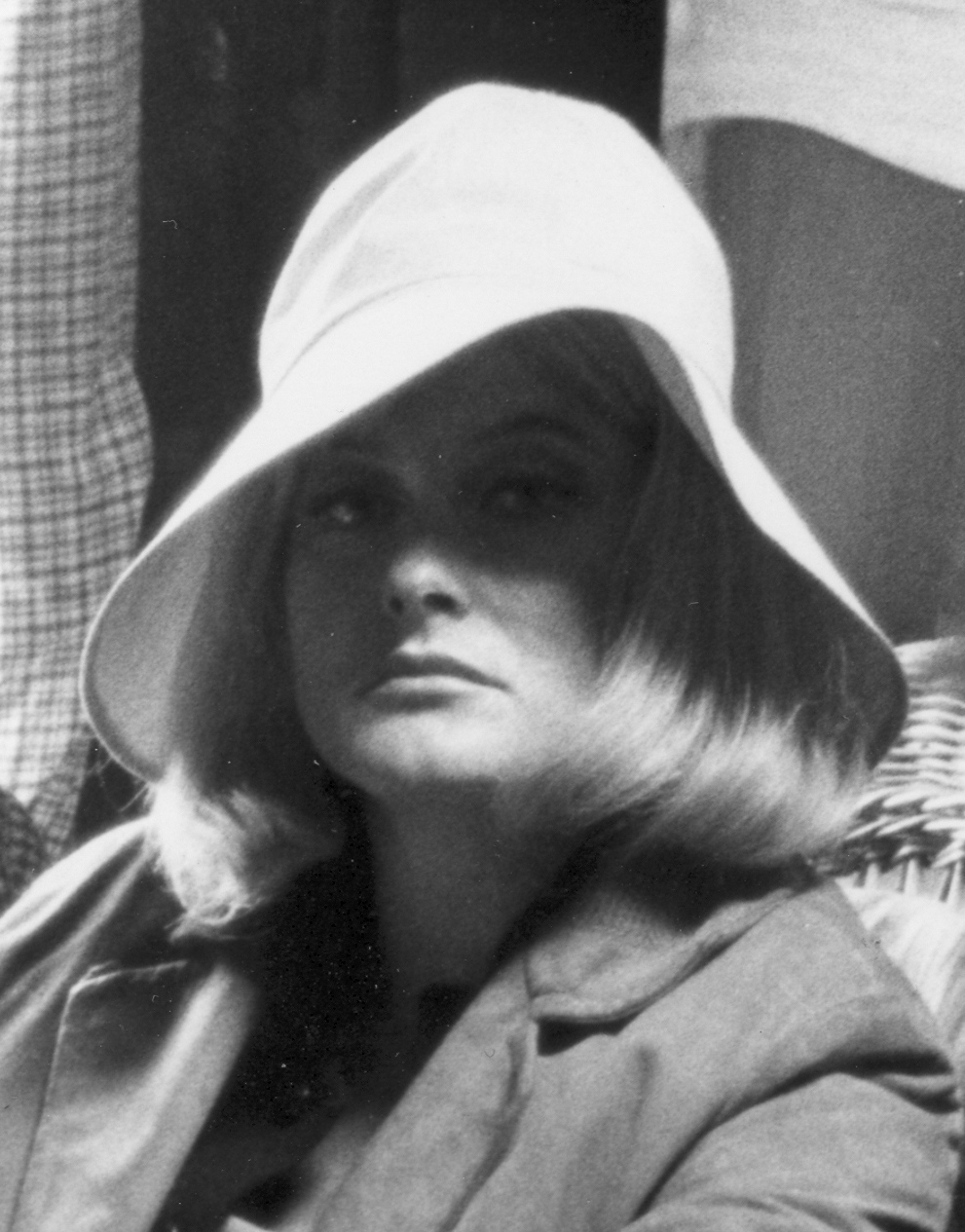
Monica Zetterlund, 1965.

Monika eller Monica är ett kvinnonamn med okänt ursprung, det kan vara feniciskt, latinets monens - förmanande och grekiskans monachós - ensam är eventuella betydelser. Kyrkofadern Augustinus mor, Monika av Hippo 331-387 är den tidigaste kvinna som man känner till med namnet. Under 1200-talet fick hon en egen helgondag, den 4 maj, sedan 1704 har detta även varit Monikas namnsdag i Sverige.
Äldsta belägg i Sverige är 1785. 
I Sverige är det numera ganska ovanligt att barn får namnet, men på 1950-talet hörde det till de vanligare. 31 december 2005 fanns det totalt 63 048 personer i Sverige med namnet, varav 38 171 med det som tilltalsnamn. Den 31 december 2009 hade detta minskat till 20 755 kvinnor med namnet varav 12 795 med Monika som tilltalsnamn. År 2003 fick 119 flickor namnet, varav 3 fick det som tilltalsnamn.
Namnsdag: 4 maj i Sverige och Norge. I den finlandssvenska namnsdagslängden har Monika namnsdag 15 juni sedan starten 1929, då en egen namnsdagskalender togs i bruk för finlandssvenskar.

## Personer med namnet Monica/Monika
- Monika av Hippo, helgon
- Monika Ahlberg, svensk skådespelerska, balettdansös, kock och matskribent
- Monica Arnold, amerikansk R&B-sångerska
- Monica Backström, svensk formgivare och konstnär
- Monica Bellucci, italiensk skådespelerska och modell
- Monica Borrfors, svensk jazzsångerska
- Monica De La Cruz, amerikansk politiker
- Monica Dominique, svensk musiker
- Monika Eggens, kanadensisk vattenpolospelare
- Monica Einarson, svensk sångpedagog och musikalartist
- Monica Elfvin, svensk gymnast
- Monika Fagerholm, finlandssvensk författare
- Monica Forsberg, svensk låtskrivare
- Monica Green, svensk politiker (S), riksdagsledamot
- Monika Hauser, schweizisk gynekolog och kvinnorättsaktivist, vinnare av Right Livelihood Award 2008
- Monica Lewinsky, amerikansk presidentälskarinna
- Monica Lind, svensk skådespelerska
- Monika Lind, svensk illustratör
- Monica Nielsen, svensk skådespelerska och sångerska
- Monika Pflug, tysk skridskoåkare
- Monica Potter, amerikansk skådespelerska
- Monika Pyrek, polsk stavhoppare
- Monica Seles, serbisk-amerikansk tennisspelare
- Moniqa Sunnerberg, svensk sångerska och skådespelerska
- Monica Törnell, svensk sångerska
- Monica Westén, svensk friidrottare
- Monica Vitti, italiensk skådespelerska
- Monica Zak, svensk barnboksförfattare
- Monika Zehrt, tysk friidrottare, OS-guld 1972
- Monica Zetterlund, svensk sångerska och skådespelerska